# Carlos María Santigosa y Rautenstrauch
Carlos María Santigosa y Rautenstrauch (c. 1845-1922) fue un periodista, escritor y político español.

## Biografía
Nació en 1845 o en febrero de 1846 en Sevilla, hijo de un periodista. Desde muy joven, empezó a colaborar en el periódico madrileño Las Novedades, con informaciones sobre la epidemia de cólera de 1865 en Sevilla. Republicano convencido, tras la Restauración monárquica, defendió sus ideas en El Posibilista, que dirigió desde 1877, propugnando el programa de Emilio Castelar. Más tarde adquirió la propiedad de esta publicación. Disuelto el partido de Castelar, pasó a alinearse con Práxedes Mateo Sagasta, sustentando las ideas liberales en el dicho periódico y después en La Opinión y el Heraldo Sevillano, los cuales dirigió.
Desde 1907 se encargó también de dirigir la Revista Comercial, fundada en 1905, y en ella trabajó hasta muy poco antes de su fallecimiento. Fue diputado provincial de Sevilla y contribuyó a la  adquisición para el Museo Arqueológico de Sevilla de la Diana Cazadora, escultura griega descubierta entre las ruinas de Itálica, además de promover las obras de restauración de la catedral hispalense. Llegó a ser presidente de la Diputación Provincial de Sevilla y regentar un establecimiento tipográfico, además de escribir El Río de la Plata (Sevilla, 1905), donde trata la historia de Buenos Aires y Montevideo. Premiado con la medalla del Mérito Agrícola, falleció en Sevilla el 12 de enero de 1922.